# Adelaide International 2024
Adelaide International 2024 a fost un turneu profesionist de tenis din cadrul turneelor din Circuitul ATP 2024 și Circuitul WTA 2024. A fost un turneu combinat ATP 250 și WTA 500, care s-a jucat pe terenuri hard în aer liber la Memorial Drive Tennis Centre, Adelaide, Australia. Turneul a avut loc între 8 și 13 ianuarie 2024.

## Campioni

### Simplu masculin
Pentru mai multe informații consultați Adelaide International 2024 – Simplu masculin

### Dublu masculin
Pentru mai multe informații consultați Adelaide International 2024 – Dublu masculin

### Simplu feminin
Pentru mai multe informații consultați Adelaide International 2024 – Simplu feminin

### Dublu feminin
Pentru mai multe informații consultați Adelaide International 2024 – Dublu feminin

## Distribuția punctelor și premii în bani

### Distribuția punctelor
| Probă           | C   | F   | SF  | QF  | R16 | R32 | Q   | Q2  | Q1  |
| Simplu masculin | 250 | 165 | 100 | 50  | 25  | 0   | 13  | 7   | 0   |
| Dublu masculin  | 250 | 150 | 90  | 45  | 20  | 0   | N/A | N/A | N/A |
| Simplu feminin  | 500 | 325 | 195 | 108 | 60  | 1   | 25  | 13  | 1   |
| Dublu feminin   | 500 | 325 | 195 | 108 | 1   | N/A | N/A | N/A | N/A |

### Premii în bani
| Probă           | C         | F        | SF       | QF       | R16      | R32      | Q   | Q2      | Q1      |
| Simplu masculin | 100.665 $ | 58.720 $ | 34.510 $ | 19.995 $ | 11.610 $ | 7.095 $  | N/A | 3.550 $ | 1.935 $ |
| Dublu masculin* | 34.600 $  | 18.000 $ | 9.500 $  | 5.300 $  | 1.900 $  | 1.620 $  | N/A | N/A     | N/A     |
| Simplu feminin  | 88.161 $  | 59.323 $ | 46.323 $ | 32.465 $ | 18.145 $ | 10.500 $ | N/A | 6.590 $ | 3.460 $ |
| Dublu feminin * | 33.300 $  | 22.700 $ | 15.900 $ | 9.200 $  | N/A      | 5.350 $  | N/A | N/A     | N/A     |

1Premiul în bani pentru calificări este și premiul pentru R32.

*per echipă